# Gideon Sundbäck
Gideon Sundback (escrit Sundbäck en suec) (24 d'abril de 1880 - 21 de juny de 1954) va ser un enginyer elèctric estatunidenc d'origen suec. És mundialment conegut pel seu treball en el desenvolupament de la cremallera, entre 1906 i 1914.

## Antecedents
Otto Fredrik Gideon Sundback va néixer a la granja Sonarp a la parròquia d'Ödestugu, al comtat de Jönköping, Småland, Suècia. Era fill de Jonas Otto Magnusson Sundback, un pròsper granger, i de la seva dona Kristina Karolina Klasdotter. Després dels seus estudis a Suècia, Sundback es va traslladar a Alemanya on va estudiar a l'Escola Politècnica de Bingen am Rhein. El 1903, Sundback es va llicenciar com a enginyer i el 1905 va emigrar als Estats Units.

## Carrera

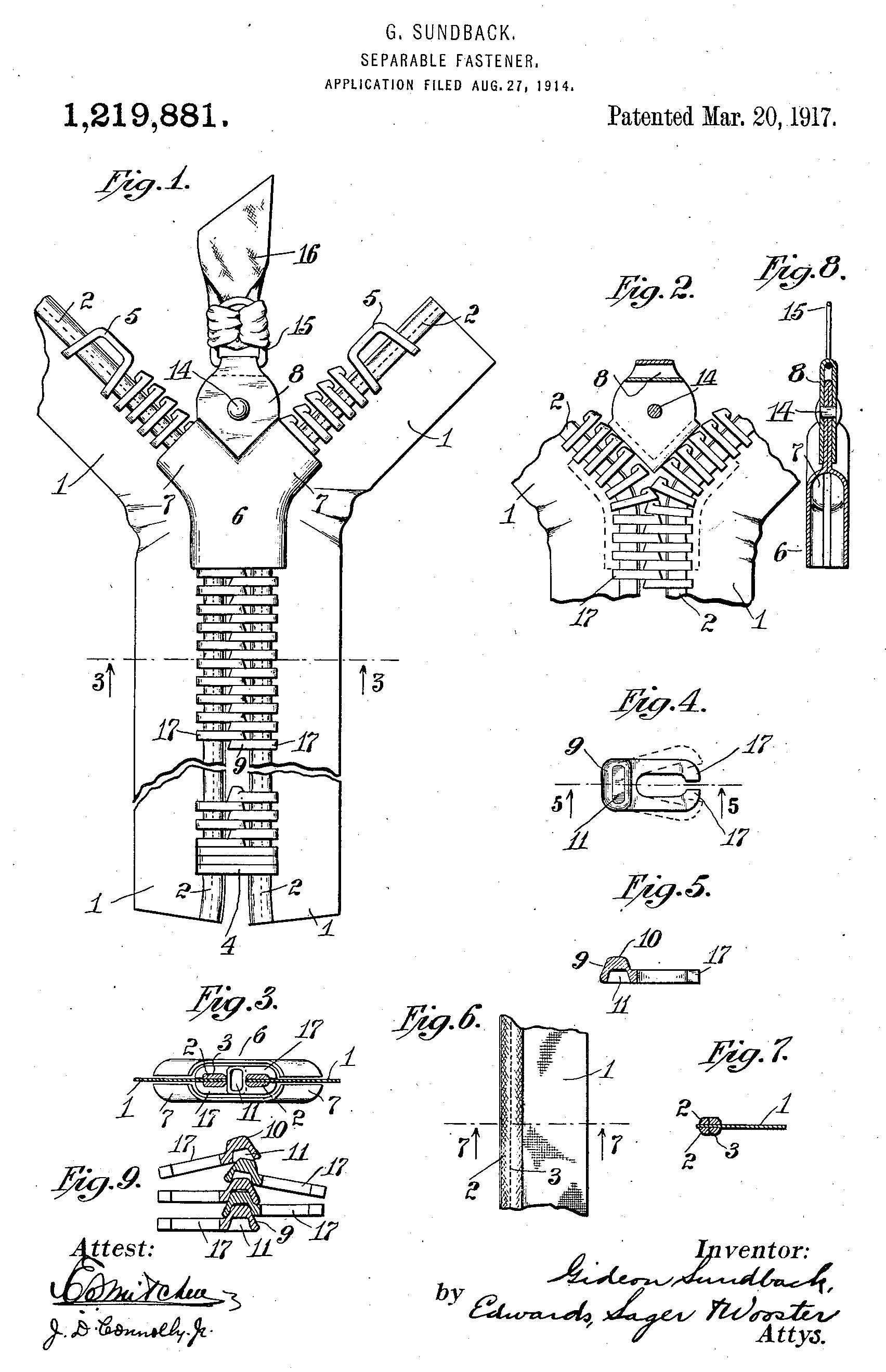
Dibuix del projecte de patent de la cremallera, 1914

El 1905, Gideon Sundback va començar a treballar a la Westinghouse Electric and Manufacturing Company, a Pittsburgh, Pennsylvania. El 1906, va ser contractat per treballar per a la Universal Fastener Company a Hoboken, Nova Jersey. El 1909, es va casar amb Elvira Aronson que era filla del gerent de la planta també d'origen suec, Peter Aronson. Posteriorment Sundback va ser promogut a la posició de dissenyador en cap de la Universal Fastener.
Sundback va fer diversos avenços en el desenvolupament de la cremallera entre 1906 i 1914, mentre treballava per a les empreses que més tard es convertiren en la Talon, Inc.. Es va basar en treballs anteriors d'altres enginyers, com Elias Howe, Wolff Max, i Whitcomb Judson. Va ser el responsable de la millora de la "Judson C-curity Fastener". En aquell moment el producte de la companyia encara es basava en el principi dels gafets. Sundback va desenvolupar una versió millorada de la C-curity, anomenada el "Plako", que també tenia una forta tendència a obrir-se, i no era millor que les versions anteriors. Sundback finalment va resoldre el problema que feia que s'obrissin el 1913, amb la seva invenció de la primera versió no basada en el principi dels gafets, la "Tanca sense ganxos N. 1". Va augmentar el nombre d'elements de subjecció de quatre per polzada a deu o onze. El seu invent tenia dues files enfrontades de dents que s'ajuntaven en una sola peça mitjançant un desplaçador que augmentava i disminuïa l'obertura de les dents dels ganxos.
El 24 d'abril de 2012, Google va dedicar a Gideon Sundback un innovador doodle interactiu, per homenatjar-lo en el 132è aniversari del seu naixement.